# Pretty Little Liars (série literária)
Pretty Little Liars é uma série de livros escritos por Sara Shepard. A série conta a história de quatro garotas — Spencer Jill Hastings, Hanna Olivia Marin, Aria Marie Montgomery e Emily Catherine Fields — cuja amizade acaba quando a líder do grupo, Alison Lauren DiLaurentis, desaparece. Três anos depois, quando as garotas já estão no ensino médio, o corpo de Alison é encontrado no quintal de sua antiga casa. Elas então começam a receber mensagens de um anônimo, que se auto-intitula "A", ameaçando revelar seus segredos mais terríveis que, aparentemente, só Alison conhecia.
Os livros exploram vários assuntos e temas diferentes, como bullying, assassinato, vício em drogas, consumo de bebidas por menores de idade, distúrbios alimentares, orientação sexual, expressão de gênero, depressão, infidelidade e transtornos mentais. Ambiguidade moral e as consequências da mentira (em destaque no título) aparecem ao longo de toda série; as garotas constantemente criam seus próprios problemas por meio de sua falta de vontade ou incapacidade de dizer a verdade sobre certos acontecimentos e erros que fizeram.
O primeiro livro da série foi lançado originalmente em outubro de 2006, porém no Brasil só foi lançado em novembro de 2010. Nos Estados Unidos a série encontra-se em seu décimo sexto (último livro) da série lançado em dezembro de 2014. No Brasil, a série encontra-se no décimo quinto livro, sendo que o 16° e último livro está confirmado para ser lançado no segundo semestre de 2016. Em Portugal, o primeiro arco foi publicado simultaneamente em outubro de 2011 e foi relançado em junho de 2013, dessa vez com capas das fotos promocionais da série de TV. A protagonista de mais destaque na série, sendo então a "principal protagonista", é Spencer Hastings, tanto que fora representada no primeiro livro, que contém o título da série. Porém, na série de TV, não há principal protagonista.
Os volumes já apareceram na lista de best-sellers norte-americana do The New York Times. Uma adaptação para a televisão vagamente baseada nos livros estreou em 8 de Junho de 2010 no canal de televisão ABC Family. O sucesso de audiência dos primeiros 10 episódios solicitaram que a série literária fosse estendida além dos 8 livros. A série é protagonizada por Troian Bellisario, Ashley Benson, Lucy Hale, Shay Mitchell e Sasha Pieterse.

## Visão geral
A série é dividida em quatro arcos de 4 livros cada, que narram a vida de quatro adolescentes — cujos nomes são mencionados acima (apelidadas de Liars ou Maldosas, nome não está incluída) — cujo grupo desmorona após o desaparecimento de sua melhor amiga, Alison DiLaurentis. Três anos após seu desaparecimento, elas começam a receber mensagens de texto de uma fonte anônima, "A", que ameaça expor seus segredos; inclusive um muito escondido, que apenas sua amiga íntima Alison sabia. Os livros progridem com as quatro garotas que tentam descobrir a identidade de "A".

## Personagens
Embora a série apresente um extenso elenco de personagens de diversos significados, a obra se concentra predominantemente em sete personagens principais:

### Spencer Jill Hastings
Uma menina competitiva que se esforça para a perfeição em tudo que faz. Spencer está disposta a fazer o que for preciso para ganhar, muitas vezes em detrimento de si mesma e aos outros. Ela é muitas vezes rápida para tirar conclusões precipitadas e sofre de TEI. Ela também sofre de vício em drogas, que começou a ajudá-la a melhorar suas notas na escola. Spencer é meia-irmã de Alison e Courtney DiLaurentis, seu pai teve um caso com Jessica DiLaurentis na época da concepção de Spencer. Os pais de Spencer se divorciam quando o assunto vem a tona. Ela participa de um programa de verão na Universidade da Pensilvânia para melhorar o seu QI. Spencer tem uma rivalidade permanente com sua irmã mais velha, Melissa, que é igualmente competitiva. Ao longo da série de livros, as duas discutem sobre as implicações de seus sucessos individuais de vida, tais como tornar-se a oradora oficial de sua classe e ter ensaios premiados. Ao longo da história, as irmãs fazem as pazes, e nos últimos livros elas compartilham uma ligação forte.

### Hanna Olivia Marin
A garota popular que luta contra bulimia e anorexia devido a inseguranças sobre sua aparência. É representada na capa dos livros 02, 4.5, 06, 10 e 14. Enquanto na sétima série, Hanna estava muito acima do peso e desenvolvera problemas alimentares complicados, incluindo compulsão alimentar de estresse, muitas vezes seguido por um episódio bulímico. Volúvel e ocasionalmente, ao ar dirigido, Hanna muitas vezes age puramente por impulso. Na ausência de Alison, ela se tornou a melhor amiga de Mona Vanderwaal, outra garota que era alvo de bullying de sua antiga amiga Ali, as duas se tornam as novas meninas populares de Rosewood. Os pais de Hanna se divorciaram quando ela tinha doze anos, depois que seu pai teve um caso. Ela vive com sua mãe e raramente vê seu pai, especialmente depois que ele começou a namorar uma enfermeira de aparência mediana chamada Isabel. Hanna não gosta da nova esposa de seu pai, Isabel, e sua filha, Kate, com quem forma uma rivalidade. 

### Aria Marie Montgomery
Uma garota borbulhante, independente e artística cuja família mudou-se de volta a Rosewood depois que morou por três anos em Reykjavík, na Islândia. É representada na capa dos livros 03, 4.5, 08, 12 e 16. Antes do desaparecimento de Alison, Aria percebeu que seu pai estava tendo um caso com Meredith, uma de suas alunas da faculdade local. Tendo prometido para seu pai manter o caso em segredo, Aria é expulsa de casa e vai morar com o namorado na época, Sean Ackard, após o primeiro "A" revelar o caso de traição a sua mãe. Seus pais se divorciam e o pai de Aria se casa com Meredith, que logo fica grávida. Aria se sente muitas vezes fora do lugar em Rosewood e tende a se sentir atraída por homens mais velhos. Aria manteve um caso com seu professor Ezra Fitz durante o início da série, mas logo após Ezra ter deixado a cidade, Aria namorou Sean Ackard; em seguida, Aria iniciou um relacionamento sério com Noel Kahn meses mais tarde, que se prolongou por um longo período.

### Emily Catherine Fields
Emily é uma nadadora dedicada. É representada na capa dos livros 04, 4.5, 07, 11 e 15.  Ela era apaixonada por Alison, e beijou-a uma vez na sétima série, um fato que ela se esforça para esconder. Ela desenvolve sentimentos por uma nova garota chamada Maya, resultando em um relacionamento secreto, que é, então, revelado a todos pelo primeiro "A". Embora no início os pais de Emily tentam "cura-lá" de sua homossexualidade, mas depois acabam aceitando-a como é. Depois que ela e Maya terminam, Emily conhece um cara chamado Isaac em um evento da igreja, e ele percebe que ela é bissexual. Eles começam a namorar e Emily perde sua virgindade com Isaac, com quem ela mais tarde termina.

### Alison Lauren DiLaurentis
A cruel garota extremamente popular. Quando ela e sua irmã gêmea Courtney eram mais jovens, Alison estava com ciúmes dela por ser mais popular e a força se passar por ela, ao mesmo tempo atormentando Courtney até o ponto onde as duas entram em uma briga física. Quando seus pais chamaram os médicos, Courtney entrou em pânico e revelou que Alison a ameaçava para as duas trocarem de lugar. Alison, que estava agindo de forma muito inocente o tempo todo, alegou que não era verdade e afirmou que sua irmã tinha que ir para um hospital psiquiátrico. No resultado, Alison fez todos acreditarem que Courtney era uma esquizofrênica paranóica. Sua família mudou-se para Rosewood para evitar chamar atenção e mudou seu sobrenome de Day-DiLaurentis para DiLaurentis. Alison culpou as garotas por arruinar sua vida e jurou vingança. Ela foi a segunda "A" e matou Courtney e Ian, e fez Jenna ficar cega. Mais tarde, ela tenta matar as meninas em uma viagem para Poconos, mas elas conseguem escapar. As meninas sempre recebem uma mensagem de -A, que no caso é a Alison. Elas sempre tentam um jeito de não receberem mais essas mensagens, mas Alison sempre consegue.

### Courtney DiLaurentis
Courtney foi a líder das garotas enquanto estava sob a identidade falsa de Alison DiLaurentis. Sua irmã gêmea ciumenta, a "real" Alison DiLaurentis ameaçou-a desde a infância, forçando Courtney se passar por ela, então ela é diagnosticada como doente mental, portanto, é enviada para um hospital psiquiátrico. Courtney tentou dizer os médicos que ela tinha sido chantageada por sua irmã, mas não acreditaram nela quando Alison atuou inocente e negou as confissões de Courtney. No livro Os Segredos de Ali, Courtney engana com sucesso sua mãe Jessica em mandar Ali para o hospital psiquiátrico. Na sequência, Courtney toma o lugar de sua irmã, fingindo ser Alison. No fundo,Courtney só queria ser feliz e viver em tranquilidade. Mais tarde, sua irmã Alison volta para se vingar e mata Courtney, empurrando-a em um buraco que foi feito originalmente para um gazebo, acompanhada por uma pessoa desconhecida, que mais tarde foi revelado ser o Nick Maxwell. Sabe-se que Courtney conhecia essa pessoa e foi traída.

### “A”
O principal antagonista da série. "A", é um anônimo chantagista que está a par de todos os segredos mais profundos e mais obscuros das Liars, e usa esses segredos contra as mesmas, muitas vezes para arruinar suas vidas. Há três pessoas diferentes ao longo da série que se revelam como "A". O primeiro "A", Mona Vanderwaal, foi capaz de descobrir os segredos dos garotas lendo um velho diário de Alison. Durante um confronto físico com Spencer Hastings, Mona foi empurrada de uma colina acabou morrendo. O segundo "A", Alison DiLaurentis, que foi mandada para um hospital psiquiátrico no lugar de sua irmã gêmea, Courtney. Mais tarde, ela finge ter morrido em um incêndio em uma casa onde as garotas passavam as férias, em Poconos, durante a tentativa de matar as garotas. O terceiro "A", Nick Maxwell, começa a atormentar as garotas após um incidente na Jamaica, por ordens de Alison, sua namorada, mas logo as garotas descobrem que "A" na verdade é Alison.

## Volumes

### Arco 1 (2006–08)
| # | Título                                           | Publicação                                                                          | ISBN                                                  | Páginas     |  |
| --- | ------------------------------------------------ | ----------------------------------------------------------------------------------- | ----------------------------------------------------- | ----------- |  |
| |                                                  |                                                                                     |                                                       |             |  |
| 1 | Pretty Little Liars Maldosas Pequenas Mentirosas | 3 de outubro de 2006 27 de novembro de 2010 6 de outubro de 2011[carece de fontes?] | 978-0-06-088730-8 978-8-57-980025-2 978-97-2004-348-1 | 304 296 296 |  |
| A história começa com um grupo de amigas: Alison DiLaurentis — a perfeita e manipuladora rainha; Aria Montgomery — garota independente que se considera estranha em Rosewood; Emily Fields — a nadadora que tem sentimentos em segredo por Alison; Hanna Marin — a que tenta ser magra e popular como Alison; e Spencer Hastings — a inteligente que é brava o suficiente para se colocar contra as armações de Ali. Alison some misteriosamente durante uma festa do pijama com as meninas no verão antes da 8ª série. A história, então, pula para 3 anos depois, quando as meninas estão vivendo suas próprias vidas e não falam umas com as outras. Aria volta para Rosewood de uma viagem de 3 anos da a Islândia com sua família e volta mais sofisticada do que quando ela se foi. Ela conhece e beija um cara em um bar de Rosewood, que depois é revelado ser seu professor de inglês, Ezra Fitz. Emily começa uma amizade com a nova menina na cidade, Maya, e logo desenvolve alguns sentimentos por ela. Hanna é a nova menina popular da cidade junto com a antiga nerd, Mona. No entanto, ela e Mona, às vezes, furtam o shopping, mas as duas podem sempre encobrir isso. Hanna batalha para sair da bulimia e manter seu status de popular. Spencer continua com sua rivalidade de longa data com a irmã mais velha e perfeita, Melissa. Alguns problemas ocorrem quando ela se sente atraída pelo novo namorado de Melissa, Wren Kingston, quando ele é apresentado à família. Ao longo da história, as meninas recebem mensagens ameaçadoras que revelam seus segredos do presente e do passado, incluindo o terrível acidente que elas se referem como “A Coisa de Jenna”. Elas acreditam que as mensagens são de sua amiga desaparecida, Alison, porque ela era a única que sabia sobre esses segredos. Porém, elas se chocam quando a polícia encontra o corpo dela enterrado no quintal de sua antiga casa. O livro termina com as meninas no funeral de Alison, recebendo a mensagem de texto: “Ainda estou aqui, vadias. E eu sei de tudo. -A” |                                                  |                                                                                     |                                                       |             |  |
| |                                                  |                                                                                     |                                                       |             |  |
| 2 | Flawless Impecáveis Belas & Perigosas            | 27 de março de 2007 10 de fevereiro de 2011 Outubro de 2013[carece de fontes?]      | 978-0-06-088730-8 978-8-57-980026-9 978-0-06-088733-9 | 352 336 328 |  |
| As meninas continuam a recebem mensagens de uma pessoa desconhecida, “A”, e estão mais desesperadas para descobrir sua identidade, que ainda ameaça a expor os segredos delas. Primeiro, elas pensam que é Alison, porque ela era a única pessoa que sabia dos segredos delas, mas, depois, começam a acreditar que essa pessoa é Toby, porque algumas mensagens recebidas se referem à “Coisa da Jenna” e à morte de Alison, pois ele é a única pessoa que tinha uma parte no incidente, mesmo que todos não saibam — menos Spencer — já que ele levou a culpa pelo acidente com Jenna. “A Coisa de Jenna” é revelado ser um acidente em que Ali jogou um rojão de fogos na casa da árvore do irmão de Jenna, Toby Cavanaugh, para assustá-lo, e Jenna acabou ficando cega. “A” manda uma mensagem para Emily dizendo que sabia do relacionamento dela com Maya e deixa um bilhete que força Hanna e contar para Naomi e Riley (duas amigas populares na escola que disputam esse posto com Hanna e Mona) que ela vomitava e que foi Sean quem terminou com ela. Depois, ela recebe uma mensagem dizendo que Sean estava no baile beneficente Foxy com outra menina. Hanna fica chocada ao descobrir que ele estava ignorando os votos do Clube da Virgindade que participava ao quase transar com Aria. “A” continua a mandar Aria contar para sua mãe a verdade sobre seu pai, Byron, estar com outra mulher. Spencer continua ficando com o ex de Melissa, Wren, e perde a virgindade com ele. Porém, Melissa volta com ele e logo percebe que seria bom se ele ficasse fora da vida das duas. Ella descobre que Byron fica com sua aluna, Meredith, e termina com ele, deixando péssima sua relação com sua filha, Aria. Emily se culpa pelo suicídio de Toby. Nesse livro, é revelado que Toby abusava de sua meia-irmã Jenna quando estavam no Ensino Fundamental. Ali e Spencer eram as únicas que sabiam até agora. |                                                  |                                                                                     |                                                       |             |  |
| |                                                  |                                                                                     |                                                       |             |  |
| 3 | Perfect Perfeitas Perfeitas & Maldosas           | 21 de agosto de 2007 23 de março de 2011 Outubro de 2013[carece de fontes?]         | 978-0-06-088736-0 978-8-57-980062-7 978-972-0-01834-2 | 320 312 304 |  |
| Aria Montgomery lida com a descoberta de sua mãe que seu pai estava a traindo, e Hanna Marin lida com a sua caída de popularidade por retomar sua bulimia. Emily Fields volta a ter uma relação secreta com Maya. Spencer Hastings, que sempre teve problemas para lembrar totalmente da noite do desaparecimento de Alison, consegue uma psicóloga para ajudá-la. Uma memória de Spencer empurrando Ali para uma pedra depois de uma discussão é descoberta e ela, agora, tem medo de que tenha matado sua amiga. Aria é expulsa de casa temporariamente por sua mãe e vai morar com o namorado, Sean. “A” revela a relação de Emily e Maya para todos durante um encontro da natação. Como resultado, Emily é forçada por seus pais a fazer um programa de “cura” da homossexualidade. Aria trai Sean com seu professor de inglês, Ezra. “A” envia para ele uma foto dos dois se beijando e Sean chama a polícia. Hanna é humilhada na festa de 17 anos de Mona e recebe uma mensagem de “A”. O número, dessa vez, não estava bloqueado e ela reconheceu, ela sabia quem “A” era. Ela liga para Spencer, Emily e Aria e pede para se encontrarem no esconderijo especial delas, o parquinho da escola de Rosewood. Antes de ela contar quem “A” é, Hanna é atropelada. Aria e Emily estavam lá e viram o veículo acertá-la, Spencer estava quase chegando e também viu o que aconteceu. |                                                  |                                                                                     |                                                       |             |  |
| |                                                  |                                                                                     |                                                       |             |  |
| 4 | Unbelievable Inacreditáveis Doces & Vingativas   | 27 de maio de 2008 25 de maio de 2011 Outubro de 2013[carece de fontes?]            | 978-0-06-088739-1 978-8-57-980074-0 978-972-0-01835-9 | 352 345 328 |  |
| Hanna quase não sobrevive ao acidente e acaba esquecendo a identidade de "A" devido à perda de memória. Emily é expulsa para Iowa depois de seus pais terem pego-a numa festa com Maya. Aria começa a morar com Byron e Meredith, que revela que está grávida. Fragmentos da memória de Spencer retornam e ela começa a pensar que talvez tenha assassinado Alison. "A" revela segredos das vidas das meninas, tornando suas situações ainda piores. Numa frenética sequência, Hanna começa a sonhar com Alison dando dicas a ela, enquanto as outras investigam Jenna, pensando que ela é "A". Ao final, a verdadeira identidade do perseguidor é revelada quando a plenitude memória de Hanna é alcançada e as meninas entram numa briga com "A". |                                                  |                                                                                     |                                                       |             |  |

### Arco 2 (2008–10)
| # | Título               | Publicação                                 | ISBN                                | Páginas |  |
| --- | -------------------- | ------------------------------------------ | ----------------------------------- | ------- |  |
| |                      |                                            |                                     |         |  |
| 5 | Wicked Perversas     | 25 de novembro de 2008 3 de agosto de 2011 | 978-0-06-156607-3 978-8-57-980081-8 | 310 328 |  |
| Enquanto Ian nega ser o assassino de Ali, um novo “A” surge. Emily se encontra, novamente, em dúvida sobre sua sexualidade, já que agora ela parece ter sentimentos pelo cantor da igreja, Isaac. Hanna, que ainda estava se recuperando do fato de Mona ser “A”, parece não ter descanso e agora briga com Kate Randall, sua meia-irmã. Aria está gostando de um novo homem, Xavier, o qual conheceu em uma exposição de artes, porém ele acaba conhecendo Ella em um site de relacionamentos; o que pode colocar a relação da recém-reparada mãe e da filha em perigo. Após ser deixada de lado pela família, Spencer começa a pensar em ser adotada. Em uma festa, Hanna e Kate continuam brigando pelo título de “Queen Bee”. Ela e Lucas terminam após Hanna tentar sabotar a meia-irmã, espalhando um boato de que Kate teria herpes. Logo, o pai de Hanna a proíbe de falar com qualquer pessoa que não a própria Kate. Aria se muda e vai morar junto de Byron e Meredith para evitar de ver Xavier, pois sabe que as verdadeiras intenções irão apenas machucar as duas. Emily tenta namorar Isaac sem que ele saiba sobre sua orientação sexual, embora “A” continue interferindo. No final, Spencer, Emily, Aria e Hanna encontram o corpo de Ian na mata atrás da casa de Spencer, mas, quando elas retornam ao lugar com a polícia, o corpo havia sumido. Wilden meio que encerra tudo, voltando às buscas após as meninas contarem o que aconteceu. |                      |                                            |                                     |         |  |
| |                      |                                            |                                     |         |  |
| 6 | Killer Destruidoras  | 30 de junho de 2009 1 de novembro de 2011  | 978-0-06-156611-0 978-8-57-980094-8 | 321 344 |  |
| As meninas descobrem que a pessoa que elas pensavam ser o assassino de Ali — Ian Thomas — na verdade foi preso, e elas começam a se perguntar se a nova “A” queria realmente ameaçá-las ou apenas resolver o mistério. Emily faz sexo com seu novo namorado, Isaac, cuja mãe descobre e expulsa Emily de sua casa sem Isaac saber. Hanna e Kate competem pelo amor de Mike Montgomery, irmão de Aria, enquanto a mesma se apaixona novamente por Jason DiLaurentis. Spencer conhece uma mulher chamada Olivia Caldwell e pensa que ela é sua mãe verdadeira, mas as tentativas de se mudar para Nova York acabam sendo uma farsa e ela perde seu dinheiro da faculdade. Na festa de abertura do Radley, um antigo sanatório conhecido como “refúgio para adolescentes problemáticos”, Emily descobre provas de que Jason DiLaurentis tinha sido um paciente de lá e logo Hanna, Aria e Emily começam a acreditar que Jason e Darren Wilden tinham algo a ver com o assassinato de Ali. Ian Thomas confirma suas suspeitas sobre Darren e Jason um pouco antes de alguém botar fogo no bosque atrás da casa de Spencer. Enquanto Aria está tentando chegar ao celeiro de Spencer para lhe mostrar uma bandeira de Ali da sexta série, ela encontra alguém preso na mata por causa do fogo, salva a pessoa e, então, todos a reconhecem como Ali. |                      |                                            |                                     |         |  |
| |                      |                                            |                                     |         |  |
| 7 | Heartless Impiedosas | 19 de janeiro de 2010 1 de março de 2012   | 978-0-06-156614-1 978-8-57-980096-2 | 274 296 |  |
| Hanna, Aria, Emily e Spencer não conseguem manter suas bocas fechadas, primeiro, elas alegam ter encontrado um cadáver na floresta atrás da casa de Spencer, apenas para fazê-lo desaparecer sem deixar vestígios. Depois disso, quando ocorre um incêndio nessa mesma floresta, elas juram ter visto alguém – que supostamente estava morto – sair por entre as cinzas. E, mesmo depois de tudo isso, as Liars ainda estão brincando com fogo. Além disso, Hanna está indo de suas peças da Dior para uma camisa de força. Aria está tentando estabelecer contato com os mortos. Emily dispensa seu namorado e foge da cidade… de novo. E Spencer acredita que alguém de sua família está se safando de um homicídio. As meninas juram estar dizendo a verdade a respeito do que viram, mas toda Rosewood acredita que elas estão apenas tentando chamar a atenção – e ninguém gosta de meninas choronas. Então, alguém vai acreditar nas Liars quando o assassino vier atrás delas, ou elas serão as próximas a desaparecer? Há suspeitas de que Iris tenha algo a ver com a morte de Ali. “A” envia mensagens para Spencer, fazendo com que ela desconfie de sua mãe. Spencer ainda descobre que seu pai teve um caso com a mãe de Ali, atentando para a possibilidade de que Ali e Jason sejam seus meio-irmãos, considerando a hipótese de que sua mãe possa ter matado Ali por causa disso. Spencer confronta seus pais, mas a mãe fica chocada ao ouvir sobre o caso pela primeira vez e tem uma séria discussão com o marido. Noel leva Aria a uma sessão espírita, com o objetivo de descobrir os segredos de Alison entrando em contato com ela. O médium, porém, é um charlatão e Noel sugere levá-la a alguém que seja mais confiável. Ele ainda a convida para uma festa onde alunos de uma outra escola acabam chamando Aria de mentirosa – por causa de toda a história em que ela está envolvida – e Noel a conforta. Aria o beija impulsivamente e, depois disso, os dois começam a namorar. Aria, Spencer, Emily e Hanna são presas pelo assassinato de Alison e, juntas em uma cela, elas percebem que “A” tem enganado cada um delas, fazendo-as acreditar que outra pessoa matou Ali. Wilden libera as meninas, revelando que Billy Ford matou Ali e Emily o reconhece como um dos homens que trabalhou como pedreiro na casa de Ali. Billy também é acusado pelo assassinato de Jenna, levantando a dúvida se ele era ou não “A”. |                      |                                            |                                     |         |  |
| |                      |                                            |                                     |         |  |
| 8 | Wanted Perigosas     | 8 de junho de 2010 1 de agosto de 2012     | 978-0-06-156617-2 978-8-57-980123-5 | 259 272 |  |
| As garotas ficam chocadas ao saber da existência da irmã gêmea de Alison, Courtney, quando ela se apresenta em uma conferência de imprensa. Courtney passou sua vida em instituições por causa de seus “problemas de saúde”, e sua existência foi mantida em segredo por sua família. Ela está finalmente de alta e de volta a Rosewood, onde tenta retomar a vida de sua irmã, tentando se aproximar dos velhos amigos de Ali. Mais tarde, porém, ela revela ser, na verdade, Ali, e que a verdadeira Courtney fingia ser ela na noite do desaparecimento, tendo morrido em seu lugar. Alison ainda conta que, quando tentou dizer isso a sua família, eles não acreditaram, porque Courtney sempre se passava por ela e pensaram que se tratava de mais uma mentira, mandando-a de volta para a instituição no lugar da irmã. As meninas estão entusiasmadas com o retorno de Alison e decidem ir com ela para uma casa dos DiLaurentis em Poconos, depois de um baile da escola. No caminho, Spencer recebe um telefonema desesperado de Verônica, dizendo que Melissa desapareceu, fazendo com que Spencer comece a acreditar que sua irmã foi quem matou Ali e que ela pode estar indo atrás delas para fazer-lhes algum mal, mas, quando chegam ao destino da viagem, é revelado que Ali é a responsável pelo assassinato. Elas descobrem que, na verdade, a garota de quem elas eram amigas era, de fato, Courtney, e que a verdadeira Alison foi enviada para uma instituição. Ela havia matado Courtney por arruinar sua vida e também tentou matar as meninas no incêndio na floresta, além de tentar mandá-las para a cadeia, e agora vai tentar matá-las, incendiando a casa para onde elas foram. Elas conseguem escapar da armadilha, mas, enquanto fogem, tropeçam no corpo de Ian, que estava escondido em um armário, e ainda encontram Melissa, salvando-a, uma vez que Ali havia a sequestrado e pretendia matá-la também. Porém, Alison fica presa dentro da casa em chamas e todos acreditam que ela tenha realmente morrido. De volta a Rosewood, Ashley descobre que seu ex-marido mandou Hanna para um sanatório e, então, expulsa ele, Isabel e Kate de sua casa, deixando a filha emocionada por ter tomado essa atitude. Hanna e Mike ficam juntos e Meredith começa em um novo emprego, além de dar à luz uma menina, a quem dá o nome de Lola. Aria e Noel voltam a ficar juntos depois que ele revela que Ali o beijou, e não o contrário. Ella rompe com Xavier depois que descobre sobre seu comportamento inapropriado com Aria. Peter anuncia para as filhas que, mesmo que ele e Verônica não voltem a ficar juntos, as coisas vão melhorar na família, e Spencer e Melissa tornam-se mais próximas depois de quase terem sido assassinadas por Ali. Emily enterra no túmulo de Courtney tudo que lhe pudesse trazer lembranças de Alison, mas, enquanto faz isso, não tem certeza se os ruídos que ela escuta no cemitério são reais ou apenas coisa de sua cabeça. E, em algum lugar, uma nova garota começa seu último ano do ensino médio, em uma escola anônima… Uma garota cujo nome é um anagrama de “Alison DiLaurentis”. |                      |                                            |                                     |         |  |

### Arco 3 (2011–12)
| # | Título                | Publicação                                  | ISBN                                | Páginas |  |
| --- | --------------------- | ------------------------------------------- | ----------------------------------- | ------- |  |
| |                       |                                             |                                     |         |  |
| 9 | Twisted Traiçoeiras   | 5 de julho de 2011 2 de setembro de 2013    | 978-0-06-208101-8 978-8-57-980126-6 | 305 320 |  |
| As meninas estão de férias na Jamaica e Emily vê uma garota que ela acredita ser Alison. No decorrer do livro, detalhes sobre essa noite começam a surgir: elas foram responsáveis pela morte de uma garota chamada Tabita Clark e que elas pensavam ser Ali. Enquanto isso, Noel recebe em sua casa uma estudante vinda do intercâmbio, Klaudia, que tenta arruinar seu relacionamento com Aria. Aria acaba empurrando Klaudia para fora de um teleférico, como um ato de auto-defesa, e isso passa a ser usado pela garota contra Aria – e, nessa altura, o relacionamento com Noel já tomava um rumo incerto. Além disso, Emily conhece uma garota nova, Chloe, que se muda para a casa dos Cavanaugh e elas imediatamente se tornam boas amigas, incentivadas pela irmã mais nova de Chloe, Grace. Emily tem esperanças de que possa conseguir uma bolsa escolar para natação, sua única opção para a faculdade e, para isso, recebe ajuda do pai de Chloe, que acaba sendo flagrado pela filha quando beijava Emily. Chole acredita que Emily está destruindo sua família, levando em conta que seu pai é vulnerável, já tendo traído sua mãe antes. As meninas, então, começam a receber mensagens de um novo “A”, acreditando que Ali, de alguma forma, sobreviveu à queda do edifício na Jamaica. O pai de Hanna concorre para o cargo de Senador da Pensilvânia. Patrick oferece um trabalho de modelo a Hanna e tira algumas fotos inusitadas dela, passando a ameaçá-la com elas, dizendo que, caso ela não entregue U$ 10 mil, ele vai arruinar as chances do pai de Hanna de se eleger. Hanna, então, rouba dinheiro de seu pai e os quadros de Jeremiah, um homem mau que trabalhava junto com Patrick. A mãe de Spencer começa a sair com Nicholas Pennythistle, pai de Amelia, uma garota mal-humorada, e Zach, por quem Spencer se mostra interessada. Eles saem para dançar e Spencer o beija, mas acaba descobrindo que ele é gay. Quando os Hastings e os Pennythistles viajam para Nova York juntos, Spencer e Zach ficam bêbados e acabam dormindo na mesma cama. Durante a noite, Spencer, por causa do calor, acaba se despindo e, na manhã seguinte, o Sr. Pennythistle os flagra dormindo juntos e em trajes menores, concluindo que os dois transaram, ficando muito furioso. Spencer diz que Zach não tocou nela e, tentando ajudar, revela que o amigo é gay, o que só piora as coisas: o pai do garoto o envia para um colégio militar e Zach rompe sua amizade com Spencer, desejando que ela apodreça no inferno. No final do livro, é levada à público a notícia de que foi encontrado o corpo de uma adolescente nas águas da Jamaica. A garota é identificada como Tabitha Clark, de Nova Jersey, e os policiais acreditam que sua morte foi acidental — não um assassinato. As meninas percebem, então, que estavam enganadas ao pensar que ela era Alison e concluem que mataram uma inocente. |                       |                                             |                                     |         |  |
| |                       |                                             |                                     |         |  |
| 10 | Ruthless Implacáveis  | 6 de dezembro de 2011 20 de janeiro de 2014 | 978-0-06-208186-5 978-8-57-980181-5 | 338 352 |  |
| É revelado que, no verão passado, enquanto Spencer fazia um curso na Pensilvânia, ela começou a tomar pílulas (drogas) para melhorar suas habilidades nos estudos. Depois de ser presa por posse, ela tem a ajuda de Hanna para acusar sua companheira de quarto, Kelsey, como negociante, responsabilizando-a pelo fornecimento das pílulas, atribuindo a ela toda a culpa e ficando fora do centro das acusações. Após conseguir o papel de Lady Macbeth na peça da escola, o estresse e culpa começam a torturar Spencer, fazendo-a ter alucinações frequentes, nas quais ela é assombrada por Kelsey e Tabita. Ela fica paranóica e começa a acreditar Kelsey é “A” e está se vingando dela por causa da armação que a responsabilizou pela história das pílulas. Emily acidentalmente encontra Kelsey em uma festa e se apaixona por ela. As duas, então, ficam cada vez mais próximas e Spencer desaprova o contato entre elas e acaba magoando Emily, dizendo coisas a respeito dos sentimentos dela para com Alison, e Emily, com raiva da amiga, acaba contando para Kelsey sobre a armação de Spencer. Deprimida, Kelsey tem várias overdoses e tenta se matar, atirando-se da mesma pedreira onde Mona morreu, mas é salva por Emily e acaba sendo enviada para uma clínica de reabilitação, chamada Preserve. Ao visitá-la, as meninas descobrem que Tabita também era uma paciente da clínica e que tinha a mesma idade de Alison e Courtney. O pai de Hanna pede que ela o ajude com a mídia social de sua campanha para o Senado. Ela conhece um rapaz chamado Liam, por quem acaba se apaixonando, mesmo sabendo que ele é o filho de um dos adversários de seu pai. Porém, eles se separam quando ela descobre que ele se encontrou com várias outras meninas enquanto namoravam e acaba reatando com Mike. Depois que Noel termina o namoro, Aria resolve procurar conforto nos braços de Ezra, tentando reacender o amor entre eles. No entanto, as coisas estão tensas entre os dois, e então Aria acaba reatando com Noel, depois de descobrir que Ezra e Klaudia ficaram íntimos. As Liars tentam contornar contornar as ameaças de “A”, livrando-se de seus segredos e obtendo um certo sucesso com esse plano. Porém, “A” se torna mais violenta: tenta matar Emily, empurrando-a um pequeno penhasco; envia um e-mail para Spencer com uma foto de Tabita na praia com um ferimento na cabeça, indicando que “A” foi quem se livrou do corpo e ainda provoca as meninas, afirmando que elas nunca vão descobrir sua verdadeira identidade |                       |                                             |                                     |         |  |
| |                       |                                             |                                     |         |  |
| 11 | Stunning Estonteantes | 5 de junho de 2012 1 de junho de 2014       | 978-0-06-208189-6 978-8-57-980195-2 | 302 328 |  |
| O prólogo fala a respeito do dia seguinte em que Emily dá a luz a uma menina. Ela conta às meninas a respeito de sua gravidez enquanto elas estão com o carro estacionado em frente a uma casa com aspecto acolhedor, e elas questionam Emily sobre ela deixar a criança nos degraus dessa casa. Neste momento, Em abre várias mensagens de voz deixadas por uma mulher rica chamada Gayle que, irritada, tentava entrar em contato com ela, pois havia oferecido U$ 50 mil em troca do bebê em uma transação ilegal, mas, temendo que ela não fosse ser uma boa mãe, Emily decide entregar o bebê para os primeiros candidatos à adoção e pede que Hanna devolva o dinheiro. Depois de dar à luz, Emily fugiu do hospital com a ajuda das meninas para que Gayle não a encontrasse. Agora, sentada no carro com as meninas, ela ignora as chamadas e abandona a criança em frente à casa, com a ajuda de Aria e, em seguida, elas deixam a vizinhança o mais rápido possível. Hanna continua ajudando Tom em sua campanha para o Senado. Surpreendentemente, ela e Kate (que está evitando suas amigas Naomi e Riley, confessando ter brigado com elas por causa da meio-irmã) estão se entendendo muito bem. Hanna descobre que Mike está namorando uma garota do segundo ano chamada Colleen Bebris, que, quando era uma caloura nerd, tentava ser amiga dela e de Mona e, embora essa garota seja menos estranha atualmente, Hanna continua não gostando dela. Colleen, por outro lado, nem desconfia disso e continua agindo gentilmente com Hanna. Decidida a recuperar Mike, Hanna faz tudo de flertar com ele na frente de Colleen para provocá-la, mas “A” dá dicas de que, talvez, Colleen tenha algo a esconder. Hanna passa a segui-la na esperança de descobrir algo sobre ela. Ela acaba descobrindo, então, que a garota posou para algumas fotos, trabalhando como modelo e admite que Colleen é mais fotogênica do que ela e decide procurar por seu nome na internet. Hanna, então, encontra o vídeo de um comercial de laxantes, em que sua rival atua e decide usar esse fato embaraçoso contra ela, decidindo espalhá-lo pela escola mais tarde. Além de perseguir Colleen, Hanna tem alguns desentendimentos com Gayle. A mulher, que recentemente se mudou de Nova Jersey para Rosewood, também está ajudando Tom em sua campanha eleitoral, estando presente em vários eventos. Com raiva de Hanna, ela se diz impressionada com os esforços que Hanna faz para voltar com Mike. Aria e Noel estão felizes juntos, mesmo com Klaudia por perto. Noel promete que não vai haver mais segredos entre eles e ela concorda, um tanto desanimada. Mais tarde, Aria tem uma discussão desagradável com Meredith a respeito da traição de Byron. Depois disso, a pedido dela, Aria vai a um supermercado perto de Bryn Mawr encontrar um ingrediente especial que ela precisa para fazer um prato, a fim de comemorar o aniversário do primeiro beijo dela e Byron. Enquanto está no mercado, Aria vê o pai de Noel vestido de mulher e se pergunta por que ele está fazendo aquilo. “A”, então, ameaça Aria, dizendo que vai destruir o namoro dela com Noel usando as imagens do pai dele vestido de mulher. Ela cede as ameaças e, em lágrimas, termina com o namorado. Depois do término, Aria passa a desconfiar que Gayle seja “A” e, quando vai buscar suas coisas na casa do ex, ela acaba descobrindo que ele sempre soube que o pai se traveste há anos e, então, Noel pensa que ela terminou com ele por não aceitar o que seu pai fazia e pede que ela vá embora, chateado. Mais tarde, os dois acabam se desculpando e se reconciliando. Spencer passa muito tempo na cidade de Princetown e acaba conhecendo outros estudantes da Universidade. Ela, então, se aproxima de uma garota chamada Harper Essex-Pembroke, que faz parte do Eating Club, um grupo de prestígio na faculdade que tem relações com sociedades secretas, faz grandes trabalhos e Spencer quer desesperadamente se tornar um membro desse clube também, fazendo de tudo para deixar uma boa impressão. Por sorte, Harper a convida para a casa onde é sediado o clube e leva Spencer a uma festa da universidade, mas ela acaba flagrando sua nova amiga fumando e, durante a festa, os policiais prendem Harper por posse de maconha, que acaba culpando Spencer por isso, e então ela pensa que “A” pode estar a perseguindo. Felizmente, Harper dá uma segunda chance a Spencer e a convida para uma refeição na sede do clube, dizendo que ela deve trazer algum prato. Por alguma estranha razão, Spencer interpreta isso como se fosse para ela levar maconha para o encontro e decide fazer brownies com a erva, conseguindo-a por meio de um outro estudante pré-admitido, Raif “Reefer” Fredricks. Porém, enquanto ela prepara os brownies, acaba caindo no sono, dando a oportunidade para “A” colocar outras drogas na mistura, LSD e ritalina, que, mais tarde, acabam provocando várias reações em todos que provam os doces, inclusive a própria Spencer, que fica chocada ao acordar no hospital e saber que havia resíduos de drogas em seu organismo. Ela, então, confronta Reefer, que diz que não é culpado de nada. Em seguida, Spencer recebe uma mensagem de “A”, provocando-a a respeito do que aconteceu. Spencer logo retorna para Rosewood e Harper vai visitá-la, com raiva, dizendo que, por causa da história dos brownies, ela teve sérios problemas na universidade, e diz, ainda, que não quer Spencer em Princetown, mas Spencer a chantageia com um vídeo em que Harper destrói a sede do clube. A universitária vai embora, mas diz a Spencer que ela não é mais bem vinda no clube, deixando Spencer chateada, porém livre desse problema. Todo o mistério em torno da gravidez de Emily é finalmente revelado. Durante o verão, ela conheceu um cara chamado Derrick, que rapidamente se tornou um grande amigo. Ele é seu confidente, sendo o único que sabia de sua verdadeira identidade quando ela se apresentava a estranhos com o nome de “Heather”. Um dia, Derrick a convida para falar com ele em uma mansão em Nova Jersey, onde ele trabalha como jardineiro nos finais de semana. Enquanto eles estão conversando, a dona da casa, Gayle, aparece e fica comovida com a gravidez de Emily, fazendo várias perguntas a ela. Impressionada com o comportamento dessa mulher, Emily posteriormente entra em contato com ela e descobre que ela tentou engravidar por ano, mas, mesmo assim, não conseguiu. Gayle, então, se oferece para ficar com o bebê de Emily e diz que ela e seu marido podem dar à criança oportunidades incríveis, mas diz que não pode ir a um centro de adoção, porque aconteceu um acidente com sua filha e isso poderia refletir negativamente no processo pela guarda da criança. Aria, que está com Emily no momento, é muito cautelosa com a oferta, mas Emily se mostra interessada, pois cresceu em uma família que teve problemas constantes com dinheiro, e conclui que esta seria a melhor opção para seu filho ter uma vida melhor. Embora já tenha escolhido uma família – um casal de professores – Emily aceita a oferta de Gayle e recebe U$ 50 mil, o qual decide usar para a faculdade. No entanto, Emily se torna menos confiante a respeito de Gayle, uma vez que esta telefona constantemente para saber sobre a gravidez de Emily e ainda por ter ouvido, em uma visita a Derrick, Gayle contando para alguém no telefone que estava grávida. Horrorizada com o comportamento da mulher, Emily chega à conclusão de que não é seguro entregar o bebê a ela e deixa a criança na porta da casa dos Baker, o casal de professores a quem ela já planejava entregar a criança. Ela ainda recorre a Isaac algumas vezes, que quer tentar começar de novo com ela, mas ela não está muito segura quanto a isso, decidindo apenas sair com ele, perguntando-se se deve ou não contar sobre o bebê, decidindo, por fim, continuar mantendo em segredo. Em um comício de Tom, Emily fica frente a frente com Gayle, que não gosta muito de vê-lá, e conta às meninas quem é ela, e Aria sugere que, talvez, ela possa ser “A”, mas Emily não tem tanta certeza disso.Acompanhada de Aria e Hanna, ela vai até uma mansão salvar a criança. Trata-se de um lugar escuro e que não está trancado, e elas logo percebem que quem vive ali é Gayle: há uma foto dela com o marido, Kenneth Clark, e a filha, Tabita Clark, na entrada da mansão. Surpresas e assustadas com esta nova informação, as meninas, então, ouvem o choro do bebê e vão para o pátio e, no nevoeiro, notam uma figura em movimento, ouvem tiros disparados por "A" e veem um corpo caindo no chão. Cuidadosamente, elas vão até a pessoa atingida e descobrem que é Gayle. Spencer chega alguns minutos mais tarde, assim como vários carros de polícia e ambulâncias e, para a raiva de Emily, Isaac havia a seguido até a mansão. Ela, então, finalmente conta a verdade sobre o bebê, deixando-o muito irritado. Na delegacia, as meninas são interrogadas e juram não ter nada a ver com a morte de Gayle, e Spencer diz ter visto alguém usando um capuz correndo enquanto ela chegava em seu carro. Kenneth Clark chega e fica arrasado ao saber da morte de sua esposa e as meninas descobrem que Gayle era, na verdade, madrasta de Tabita e que as duas não se davam bem, tendo sido ideia dela de mandar a garota para longe por causa de problemas de comportamento. Kenneth não tinha ideia de que Gayle estava tentando adotar a criança. Emily também vai em busca dos Bakers e, com a ajuda de Hanna, finalmente consegue um endereço e fica emocionada quando vê sua filha, Violeta, sendo muito bem cuidada pelos pais adotivos. A sra. Baker explica, então, que eles se mudaram para evitar perguntas a respeito da adoção e agradece Emily por tê-los escolhido para criar a menina. Segura de que sua filha vai crescer feliz sob os cuidados dos Bakers, Em vai embora e, mais tarde, recebe uma mensagem de Isaac dizendo que quer falar com ela, sem saber se essa vai ser uma conversa boa ou não. No funeral de Gayle, o Sr. Clark descobre que sua filha, na verdade, fora assassinada e promete encontrar seu assassino. Neste momento, as meninas recebem uma mensagem de “A” que, feliz, diz que, em breve, elas serão destruídas. |                       |                                             |                                     |         |  |
| |                       |                                             |                                     |         |  |
| 12 | Burned Devastadoras   | 4 de dezembro de 2012 10 de outubro de 2014 | 978-0-06-208192-6 978-85-7980-216-4 | 319 352 |  |
| Hanna sofreu um acidente de carro quando levava uma menina bêbada chamada Madison para casa. Ela entrou em pânico quando percebeu que não podia aguentar mais problemas e chamou as meninas para ajudá-la. Elas movem o corpo inconsciente de Madison e fogem antes que alguém as veja. Meses depois, as garotas se preparam para um cruzeiro da escola. Aria e Noel estão tentando mais do que nunca manter seu relacionamento. Hanna está feliz por ter Mike de volta e Emily, quando conta aos pais sobre o bebê, é evitada por eles. A bordo do navio, Emily percebe uma menina, mas ela desaparece tão rápido que Emily se pergunta se era real ou não. Hanna é colega de quarto de Naomi e ela se surpreende quando elas começam uma amizade. Spencer decide que seu relacionamento com Reefer é oficial, mas Naomi também gosta dele. Aria, no cruzeiro, fica amiga de um garoto chamado Graham Pratt, da Filadélfia. Eles sentem uma ligação por se sentirem sempre fora de casa, por se mudarem tanto. Ele revela à Aria que conhecia Tabitha Clark e era namorada dele. Hanna e Naomi saem para uma festa no navio e Hanna fica chocada ao descobrir que Naomi era prima de Madison. Naomi tem uma identidade falsa com a foto de Madison, mas, antes que Hanna pergunte o que aconteceu com Madison, ela a interrompe. Isso a assusta e ela acha que Naomi sabe sobre o acidente com Madison e que ela quer vingança, como “A”. Enquanto isso, Emily descobre uma menina clandestina em seu quarto e é aquela menina que ela tinha visto rapidamente no navio. Ela se apresenta como Jordan Richards e Emily a deixa ficar lá, o que faz isso virar rapidamente uma amizade. Spencer continua afastando Refeer de Naomi. Ele diz para ela que já ficou com Naomi, mas que isso foi no passado e ele gosta de Spencer agora. Isso faz eles se aproximarem mais. Aria e Graham saem mais e ela tem medo de que ele descubra que ela matou Tabitha. Ele conta para ela de quando visitou Tabitha no The Preserve e como isso foi horrível. Para animá-lo, Aria tenta juntar ele com Tori, a menina que ele gosta. Tudo vai bem até “A” mandar uma mensagem para ela. Hanna começa a suspeitar que Naomi é “A”, mas fica confusa quando as meninas a tratam bem. Ela sugere que elas façam um dueto no karaokê por diversão. As Liars conversam e Naomi conta a Hanna sobre o garoto que ela gosta estar gostando de Spencer. Ela admite também que já namorou Sean Ackard no nono ano e riem sobre seus votos de virgindade. As coisas vão ficando estranhas quando surge o assunto de Madison, e Naomi conta para Hanna o quão próximas elas eram. Hanna fica nervosa pensando que Madison pode ter morrido no acidente, mas, antes que Naomi responda, ela a interrompe. Emily e Jordan passam mais tempos juntas e Emily sente que pode contar tudo para ela. Ela revela sobre o bebê e seus pais, Jordan a conforta Emily enquanto ela chora e elas se beijam. Spencer e Reefer tem o seu primeiro encontro e se tornam um casal oficialmente. Naomi fica com ciúmes e interrompe o encontro, empurrando “acidentalmente” Spencer na piscina. Depois de ela fingir estar arrependida e tentar ficar com Reefer, ele ajuda Spencer. Spencer sabe que foi de propósito e pega Naomi olhando para ela com o celular na mão. Então, Spencer recebe uma mensagem de “A” dizendo para se afastar de Reefer, e agora ela está convencida de que Naomi é “A”. Aria continua saindo com Graham e esquecendo Noel. Já Noel está convencido de que Graham gosta de Aria, mas ela assegura a Noel de que não e que ela o Noel. Aria fica irritada quando conta para as meninas que ele namorava Tabitha e elas acham que ele é “A” junto com Naomi. Noel dá à Aria um lindo colar achado na praia. Aria continua a fazer encontros para Graham e Tori. Então, ela recebe duas mensagens de “A” com fotos, uma com Tabitha caindo e outra com Aria a empurrando. Aria fica preocupada quando recebe outras mensagens de “A” ameaçando expor essas fotos. Agora que Emily e Jordan são um casal, Emily contou sobre Alison e “A” para ela. As coisas mudam quando Emily vê uma reportagem na CNN de que uma ladra, chamada Katherine DeLong, rouba carros, barcos e motocicletas por diversão. Ela vê a foto da ladra e não é ninguém mais, ninguém menos, que Jordan. Emily conta para Spencer e Aria que Jordan é sua nova amiga e ela recebe uma mensagem de “A”. Hanna e Naomi praticam karaokê na sessão vip. Elas classificam meninos e Hanna conta a ela sobre o jogo que elas faziam com Alison sobre meninos. Elas conversam muito sobre sentirem falta de Ali. Então, Hanna traz de volta o assunto de Madison e Naomi diz que ela não morreu no acidente de carro, mas que ficou muito machucada. Madison ficou em coma e acordou, e então passou por terapia emocional. Ela também fala sobre Madison, de como ela estava fora de controle antes do acidente e de que fica feliz por finalmente estar conseguindo sua vida novamente. Então, Hanna conclui que Naomi não é “A”, porque ela ficou feliz que o acidente melhorou Naomi. Mais tarde, Hanna checa os e-mails de Naomi e vê sua conversa com Madison, falando sobre Naomi vingar seu acidente. Hanna, então, muda de opinião e agora sabe que Naomi é, com certeza, “A”. |                       |                                             |                                     |         |  |

### Arco 4 (2013–14)
| # | Título              | Publicação                                  | ISBN                                | Páginas |  |
| --- | ------------------- | ------------------------------------------- | ----------------------------------- | ------- |  |
| |                     |                                             |                                     |         |  |
| 13 | Crushed Arrasadoras | 4 de junho de 2013 20 de abril de 2015      | 978-0-06-219971-3 978-85-7980-223-2 | 340 352 |  |
| Durante a viagem que Aria, Noel, Mike e Hanna fizeram para a Islândia, Aria conhece um rapaz chamado Olaf e acaba se envolvendo no furto do quadro A Noite Estrelada, de Van Gogh. Arrependida e prestes a ser apanhada pela polícia, ela pede socorro a Hanna e consegue escapar com a ajuda da amiga, deixando Olaf para trás e voltando aos Estados Unidos no dia seguinte. Um ano se passa e a confusão na Islândia é apenas uma sombra na memória de Aria. Depois de fazerem um cruzeiro pelo Caribe, as veteranas do colégio Rosewood Day se preparam para o tão sonhado baile de formatura. Hanna é escolhida para concorrer ao título de Rainha do Baile e Aria, que perdeu o prazo para se candidatar a presidente do comitê de decoração da festa, fica chocada com o tema escolhido: o quadro “A Noite Estrelada”, de Van Gogh. Paralelamente, um outro fantasma do passado ronda Aria, Hanna, Emily e Spencer. A agente especial Jasmine Fuji, encarregada das investigações do assassinato de Tabitha Clark – mais um problema em que o quarteto de Rosewood está envolvido – quer conversar com todos que estiveram hospedados no hotel The Cliffs, na Jamaica, quando o crime aconteceu. Apavoradas, as meninas descobrem que A também sabe sobre isso e pode entregá-las a qualquer momento. Cansadas de serem chantageadas por “A”, as garotas resolvem agir, Hanna coloca sua campanha para ser rainha do baile em segundo plano para se voluntariar na clínica, onde uma das vítimas de Ali está se recuperando. Emily escava o passado de Alison no manicômio e tem umas consequências loucas. Spencer contata um detetive amador para perseguir quem a persegue e conforme as investigações avançam, Aria fica em dúvida se pode confiar em Noel e ao mesmo tempo preocupada que “A” esteja mais perto do que ela imagina, quando seu segredo obscuro da Islândia é revelado, ela descobre que, talvez, só talvez, a pessoa de que ela tem tentado esconder isso sabe a verdade desde sempre. |                     |                                             |                                     |         |  |
| |                     |                                             |                                     |         |  |
| 14 | Deadly Letais       | 3 de dezembro de 2013 9 de novembro de 2015 | 978-0-06-219974-4 978-85-7980-256-0 | 320 320 |  |
| Em Rosewood, as notícias correm rápido e os agentes do FBI estão batendo na porta de cada mansão — e isso é tudo porque quatro Liars simplesmente não sabem como ser boas. Spencer, Hanna, Emily e Aria têm guardado segredos mortais por um ano inteiro… Coisas que poderiam colocá-las na cadeia se “A” acabasse contando, e “A” conta. Uma por uma, as piores ações das meninas vão aparecendo e seus mundos começam a cair ao seu redor. Spencer é expulsa de Princeton; Hanna é expulsa da campanha de seu pai — e de seu coração também; Emily é colocada de lado; e Aria pode acabar sendo expulsa do país. As meninas estão na pior situação que elas já puderam estar. Elas perderam tudo. Mas “A” ainda não acabou. Se o plano mortal de “A” for bem sucedido, as Liars teriam contado sua última mentira. |                     |                                             |                                     |         |  |
| |                     |                                             |                                     |         |  |
| 15 | Toxic Venenosas     | 3 de junho de 2014 1 de abril de 2016       | 978-0-06-228701-4 978-85-7980-266-9 | 336 328 |  |
| O Ensino Médio acabou para as quatro garotas de Rosewood… Mas o reino aterrorizado de “A”, não. Em seu último verão em Rosewood antes da universidade, Hanna, Emily, Aria e Spencer precisam recolher os pedaços de suas vidas destroçadas. Graças a “A”, elas perderam tudo: suas aceitações nas universidades, seus namorados e namoradas, e, no caso de Emily, até mesmo sua família. Mas, pela primeira vez, as meninas sabem quem é “A” e que ela está finalmente trabalhando sozinha. São quatro contra uma, o que significa que a sorte está a seu favor. Elas vão acabar este ciclo tóxico de uma vez por todas. Se ao menos fosse assim tão fácil… “A” tem observado essas meninas por anos e as conhece melhor do que elas mesmas. Qualquer que seja o que “A” quer, “A” consegue, e “A” não está pronto para que o jogo acabe. |                     |                                             |                                     |         |  |
| |                     |                                             |                                     |         |  |
| 16 | Vicious Cruéis      | 2 de dezembro de 2014 8 de agosto de 2016   | 978-0-06-228704-5 978-85-7980-287-4 | 352 336 |  |
| Em Rosewood, na Pensilvânia, os repórteres estão todos amontoados fora do tribunal da cidade, digitando furiosamente em seus iPhones, porque o julgamento do século está acontecendo em Rosewood: as quatro garotas foram acusadas de matar a verdadeira Alison DiLaurentis, e só Aria, Spencer, Hanna e Emily sabem que elas são inocentes, e Ali ainda está lá fora, rindo delas enquanto assiste as meninas serem acusadas de seu assassinato. Mas quando o seu apelido inclui a palavra "mentirosa", ninguém acredita que você está dizendo a verdade. Aria tenta fugir de tudo, mas descobre que a vida em fuga é ainda mais difícil do que a vida como uma mentirosa. Spencer entra em contato com alguém que possa ajudá-la a desaparecer, mas quando um cara de seu passado ressurge, Spencer já não sabe o que quer. Hanna decide que ela vai ouvir sinos de casamento antes que acabou seu tempo. Emily faz algo verdadeiramente drástico, que irá mudar a vida de suas amigas para sempre. A medida que o julgamento prossegue o resultado parece sombrio, mas talvez elas possam, finalmente, descobrir como vencer Ali em seu próprio jogo, porque só um mentiroso pode enganar outro. |                     |                                             |                                     |         |  |

### Bônus
| # | Título                                                                  | Publicação                                | ISBN                                | Páginas |  |
| --- | ----------------------------------------------------------------------- | ----------------------------------------- | ----------------------------------- | ------- |  |
| |                                                                         |                                           |                                     |         |  |
| 0.5 | Ali's Pretty Little Lies Os Segredos de Ali                             | 2 de janeiro de 2013 5 de janeiro de 2015 | 978-0-06-223336-3 978-85-7980-222-5 | 304 304 |  |
| No início, Alison e Courtney eram melhores amigas, faziam tudo juntas. Mas, com o tempo, Alison começou a sentir ciúmes da sua irmã, que era mais popular, e obrigava Courtney a fingir ser ela. As duas brigavam muito, e a gota da água foi quando os DiLaurentis encontraram Courtney tentando sufocar Alison. Médicos foram chamados e testes foram feitos, diagnosticando Courtney com esquizofrenia paranoica. Os DiLaurentis se mudaram para Rosewood e internaram Courtney em um hospital psiquiátrico. Meses depois, Courtney volta para casa e encontra uma oportunidade de tomar o lugar de Ali, enquanto Ali é levada para o hospital psiquiátrico. Ela lê o diário e começa a usar o anel que era da Ali e se torna amiga de Hanna, Spencer, Aria e Emily, e ela precisa de atenção total das Liars, mas, de alguma forma, as meninas traem Courtney. Spencer não convida Courtney para a festa de Melissa e ela se vinga convencendo Ian a seduzir Spencer. Courtney vê os dois se beijando e Spencer resolve manter o beijo em segredo, mas, quando ela admite ter beijado Ian, Courtney ameaça a contar tudo para Melissa. Hanna faz uma nova amiga, Josie, e elas falam mal de Courtney, que se vinga fazendo Hanna ver o menino que ela gosta transando com Josie. Aria não quer falar sobre seus problemas familiares e Courtney acidentalmente vê o pai de Aria beijando outra mulher. Quando Aria conta que vai se mudar para Islândia, Courtney encontra uma forma de Aria descobrir a traição de seu pai. Emily se recusa a contar por quem ela está apaixonada. Courtney descobre que, na verdade, Emily gosta dela. Emily admite estar apaixonada por ela e a entrega uma carta de amor. Três dias antes da festa do pijama, Alison volta para casa e começa a atormentar Courtney, que fica completamente paranoica. Na festa do pijama, Spencer e Courtney brigam. Courtney foge e Spencer a segue, e, para Spencer não ver Alison, Courtney conta que fez Ian beijá-la, deixando Spencer furiosa, que empurra Courtney no chão. Courtney se levanta e foge, e encontra sua mãe beijando o pai da Spencer. Alison aparece e a duas começam a brigar. Ali tenta matar Courtney, mas Courtney consegue se salvar. Ali vê alguém levando Courtney para o gazebo e, momentos depois, Courtney morre, mas, antes, ela reconhece duas vozes: a de Alison e de outra pessoa. Eles tinham planejado o assassinato durante todo o tempo. Alison e seu cúmplice colocam o corpo de Courtney num buraco. Alison vai para casa e tenta convencer os seus pais de que ela é realmente Alison, mas como ela não está usando o seu anel, os dois continuam a acreditar que ela é Courtney. Quando as Liars a contam que “Ali” sumiu, a Sra. DiLaurentis começa a acreditar que “Courtney” fez algo de ruim para sua irmã gêmea e, então, decide levá-la de volta para o hospital psiquiátrico. No caminho, Ali encontra uma misteriosa pessoa e promete vingança. Nota: Este livro é intitulado "Os Segredos de Ali", mas é realmente sobre sua irmã gêmea, Courtney, que fingiu ser Alison, durante a maior parte do livro. Na capa, muitas pessoas pensam que é Courtney, mas na verdade é Alison e Courtney. A metade da esquerda é Courtney e a da direita é Alison. Percebe-se pelo ângulo dos rostos e o cabelo, que estão diferentes. |                                                                         |                                           |                                     |         |  |
| |                                                                         |                                           |                                     |         |  |
| 0.6 | Alison's Pretty Little Diary O Diário de Alison                         | 6 de setembro de 2013                     | 978-0-06-219971-3                   | 14 10   |  |
| Estruturado como um diário escrito por Alison, é revelado o motivo dela ter escolhido Aria, Spencer, Hanna e Emily como suas melhores amigas. |                                                                         |                                           |                                     |         |  |
| |                                                                         |                                           |                                     |         |  |
| 4.5 | Pretty Little Secrets Os Segredos Mais Secretos das Pretty Little Liars | 3 de janeiro de 2012 3 de junho de 2013   | 978-0-06-212591-0 978-8-57-980153-2 | 464 456 |  |
| Com acontecimentos entre Inacreditáveis e Perversas, o livro é contado a partir do ponto de vista do segundo "A", Alison DiLaurentis, como ela espiona as meninas durante suas férias de Natal. O romance é dividido em uma série de quatro histórias curtas, com cada um enfocando as façanhas de uma menina específica. Spencer e sua família vão para a mansão de Nana Hastings na Flórida, e Spencer se apaixona por um jogador de tênis chamado Colin no clube de campo. Melissa parece estar ajudando Spencer a conquistar o coração de Colin, mas Colin acaba tendo um interesse em Melissa. Durante a viagem, Spencer e sua mãe também encontram a Sra. DiLaurentis várias vezes, e Spencer é confundido por um comportamento estranho de sua mãe em torno da Sra. DiLaurentis. Spencer também decide lutar por Colin. Depois de Colin terminar com Melissa para sair com ela, Spencer descobre que na verdade tem uma esposa e filho, e ele tem 33 anos de idade. Spencer e Melissa decidem se unir para se vingar de Colin, colocando Viagra dissolvido em seu isotônico Aminospa logo antes de seu jogo de tênis importante. No final, todos eles têm umas férias divertidas, mas Spencer teme ter sido seguida. Melissa e Spencer parecem fazer as pazes brevemente, apesar da relação nada confiável. Emily é convidada a ir disfarçada de Papai Noel no novo shopping, a fim de pegar 4 meninas que trabalham como elfos lá, que são suspeitas de vandalizar decorações de Natal em torno da cidade, incluindo a figura de cerâmica do Menino Jesus da mãe de Emily. As quatro meninas, que se chamam "Elfas Felizes", começam a gostar de Emily, e é revelado que uma das meninas, Cassie, era próxima de Alison. Emily acompanha as meninas na maior de suas travessuras, mas a mãe de Emily usa seu telefone para localizá-la, e as Elfas Felizes são pegas. Eventualmente, as elfas perdoam Emily depois que ela as livra da cadeia. No final, todo mundo percebe o verdadeiro significado do Natal, mas Emily não pode esquecer a estranha sensação de que alguém está a seguindo. É revelado que A é loira (ela será mais tarde revelado como Alison) como Emily vê uma figura loira fugir. Hanna se junta a um campo de treinamento depois de pensar que ela ganhou muito peso em uma festa de férias. Ela desenvolve sentimentos pelo instrutor, Vince. Ela também desenvolve uma rival, Dinah, uma outra menina que também gosta de Vince. Depois de competir pelo afeto de Vince, ela e Dinah se tornam amigas depois de pegar Kate fazendo com o novo Papai Noel do shopping (antes de Emily), algo que Hanna possui fotografias. Depois de concordar em parar de perseguir Vince, comemora por sair para beber com Dinah, onde Dinah admite que conhecia Alison. Hanna vai bêbada para casa, fazendo-a dormir demais. Quando ela chega ao retiro, ela descobre que Vince e Dinah, revelando que Dinah só fingiu ser amiga de Hanna. Hanna foge da cena, devastada, e é confrontada por Kate, que, depois de receber uma dica, seguiu Hanna por ai, tirando fotos nada favoráveis dela no retiro, que Kate ameaça colocar no Facebook. Hanna contra-ataca mostrando Kate as fotos dela e de Noel, fazendo com que Kate se afaste. Hanna também melhora seu relacionamento com seu pai, que dá a Hanna o medalhão Cartier de sua avó de presente. Hanna tem um Natal feliz, apesar do fato de que ela acha que alguém além de Kate observou cada movimento seu. Algumas das coisas que Dinah disse podem ser verdade, já ela conhecia Alison. Mas é provável que ela fez isso para obter a confiança de Hanna. Aria vai com seu pai e Mike a garra de urso Resort, mas deixa para voltar para casa depois de descobrir que Byron convidou Meredith junto também. Ao chegar em casa, ela é surpreendida pelo namorado da Islândia, Halbjorn. Halbjorn diz a ela que ele está correndo da polícia islandeses que estão atrás dele, porque ele protestava contra a demolição de um santuário do-mar. Infelizmente, o seu visto de viagem dura apenas uma semana. Aria propõe a ideia de se casar com ele, e os dois cabeça para Atlantic City para se casar. No hotel, eles assistem um show de mágica envolvendo duas panteras, o que irrita Halbjorn, que se preocupa muito com o meio ambiente. Depois de se casar no dia seguinte, o que requer Aria para forjar a assinatura de sua mãe e mentir sobre sua idade, eles vão para o lugar onde as panteras são mantidos. Depois de convencer Halbjorn não liberar as panteras, eles vão voltar para o hotel. Na manhã seguinte, Aria acorda e encontra Halbjorn ido e suas roupas faltando também. Na TV do átrio, Aria vê que Halbjorn divulgou os panteras, afinal. Aria vai ao tribunal e confessa a forjar a assinatura de Ella, tornando o casamento nulo. Ao voltar para Rosewood, ela se juntou a Mike e Byron, que não sabem nada sobre seu casamento sei. Enquanto assistem TV, mostra que Halbjorn foi capturado, e também mostra que ele fez essas coisas no passado, incluindo a tentativa de explodir um escritório de demolição. Aria está satisfeito com romper com ele, mas é paranóico sobre alguém a segui-la. Em mau é brevemente afirmou que Aria e Meredith fez conversar sobre o bebê. |                                                                         |                                           |                                     |         |  |